# Leggi razziali naziste

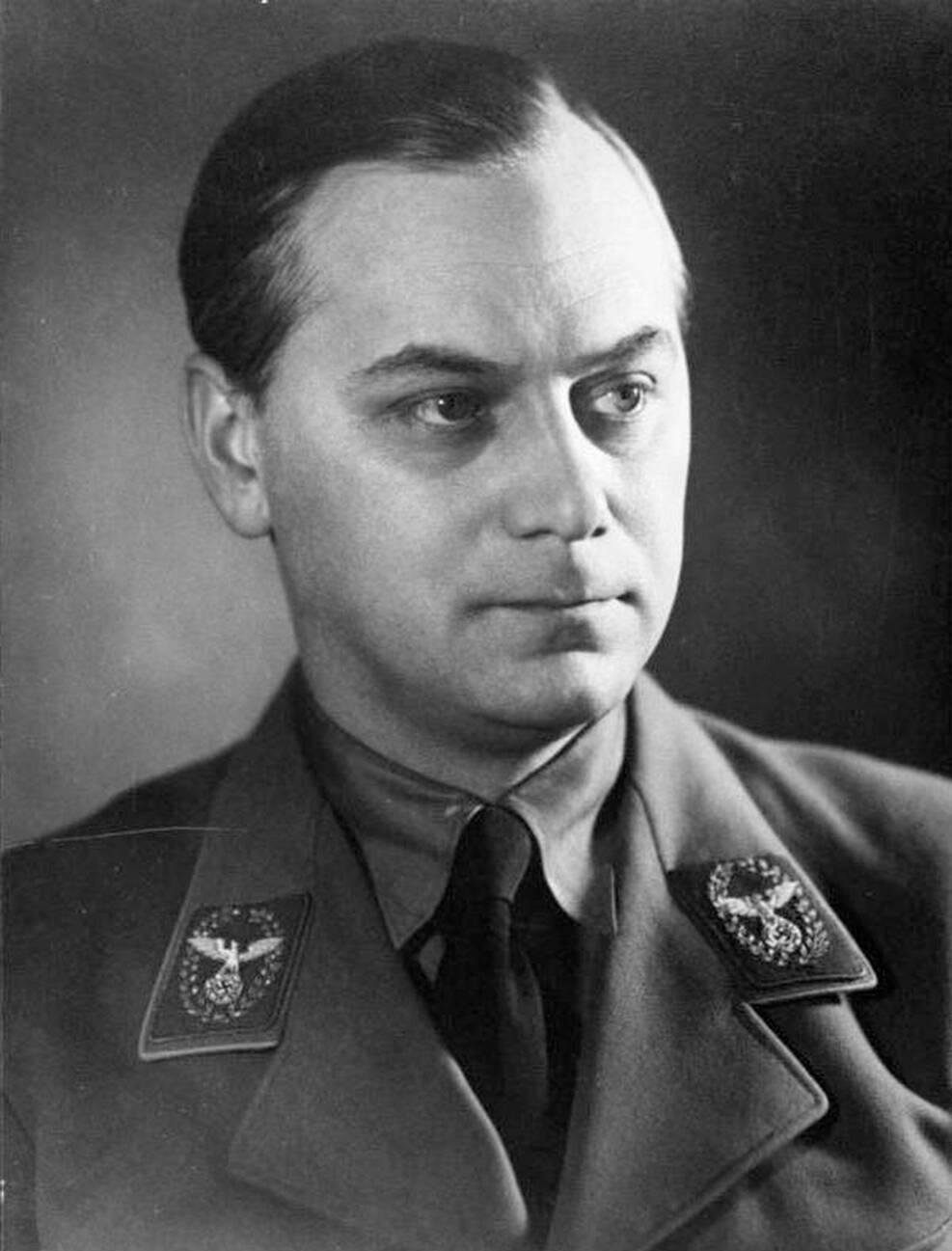
Alfred Rosenberg fu uno dei principali ispiratori delle leggi razziali naziste

Le leggi razziali naziste  o leggi di Norimberga sono un insieme di provvedimenti legislativi promulgati dalla Germania nazista negli anni trenta e quaranta del XX secolo.

## Storia
Hitler considerava tra i principali compiti di uno Stato la lotta per invertire il processo di "degenerazione razziale" che la popolazione dello stesso stato subisce nel corso della sua storia, di tal modo sin dai primi tempi del regime nazista vennero emanate "leggi a difesa della razza". Tali leggi erano mirate a evitare sia influenze percepite come esterne al popolo tedesco, principalmente contro gli Ebrei e Slavi, e in parte verso popolazioni non stanziali come Rom, Sinti e Jenisch, sia a possibili contaminazioni interne, cioè, tra i cittadini tedeschi compresi, portatori di malattie ereditarie, affetti da grave caso di alcolismo, criminali abituali, omosessuali, malati mentali ed asociali.
A questo secondo insieme di categorie, spesso non definibili con esattezza, fu rivolta ad esempio la Legge per la protezione dei caratteri ereditari del 14 luglio del 1933, che definiva come obbligatoria la sterilizzazione per tutti i cittadini tedeschi riconducibili alle categorie citate. Altre leggi proibivano il matrimonio tra chi soffriva di "debolezza mentale" e una persona considerata normale. Il tutto veniva giudicato dai "Tribunali per l'immunità da tare ereditarie" (ne furono istituiti circa 200).
La "difesa della razza" fu attuata anche con leggi "propositive", quali a titolo di esempio per i prestiti alle giovani coppie con prole, premi alle madri con numerosi figli, la possibilità di ottenere il divorzio in caso di infertilità del partner, il diritto all'aborto eugenetico al sesto mese di gravidanza, le ultime due delle quali non potevano incontrare il beneplacito del Vaticano, che si ritenne particolarmente offeso dalla legge del 25 luglio 1933 sulla sterilizzazione, promulgata quindi solo 5 giorni dopo la ratifica del Reichskonkordat.
Questo corpus di leggi non deve essere confuso con le iniziative di eutanasia obbligatoria per le vite considerate indegne di essere vissute dell'Aktion T4, iniziative mantenute nel segreto, benché almeno dagli anni '80 la storiografia abbia sottolineato i comuni legami "nella volontà di distruzione e nell'utopia razziale di Hitler".
L'insieme delle leggi e dei provvedimenti riguardanti la questione ebraica, passato alla storia col nome di "leggi razziali antisemite", viene generalmente associato alle Leggi di Norimberga, benché si siano trattate di leggi più numerose, emanate durante l'intera durata della Germania nazista.

## Elenco
Questo è l'elenco parziale delle leggi promulgate e dei documenti emessi in Germania sotto il governo nazionalsocialista a danno delle minoranze.
- 7 aprile 1933 - Legge per il rinnovo dell'Amministrazione Pubblica[10].
- 14 luglio 1933 - Legge per la protezione dei caratteri ereditari[11].
- 15 settembre 1935 - Legge per la protezione del sangue e dell'onore tedesco (Leggi di Norimberga)[12][13][14].
- 15 settembre 1935 - Legge sulla cittadinanza tedesca (Leggi di Norimberga)[15].
- 14 novembre 1935 - Primo Decreto supplementare alla legge sulla cittadinanza tedesca[16].
- 17 agosto 1938 - Secondo Decreto di attuazione della legge sui nomi[17].
- 5 ottobre 1938 - Legge sul passaporto degli Ebrei[18].
- 12 novembre 1938 - Ordinanza per l'esclusione degli Ebrei dall'economia tedesca[19][20].
- 21 settembre 1939 - Istruzioni di Reinhard Heydrich ai Comandanti degli Einsatzgruppen sulle operazioni di polizia riguardanti gli Ebrei residenti nella Polonia occupata[21].
- 1º settembre 1941 - Decreto di polizia relativo all'identificazione degli Ebrei[22].
- 20 gennaio 1942 - Verbale della Conferenza di Wannsee[23].
- 16 marzo 1942 - Lettera di W. Stuckart ai partecipanti della Conferenza di Wannsee sulla "Soluzione Finale" della questione Ebraica.[24]
- 18 settembre 1942 - Decreto per il razionamento alimentare per gli Ebrei[25].